# Heterotermija
Heterotermija je sposobnost spreminjanja telesne temperature. Pojavlja se pri toplokrvnih živalih, za katere je značilno zimsko spanje (hibernacija) oziroma poletno spanje (estivacija). Heterotermna žival je sposobna znižati telesno temperaturo in s tem tudi število vdihov in utripov srca.
Heterotermija je posebna oblika fiziološke in ekološke adaptacije organizmov. Omogoča jim normalno porabo energije v obdobju aktivnosti in majhne izgube v obdobju mirovanja. To pomeni varčno gospodarjenje z lastnimi zalogami v obdobju  ko so razmere za preživetje neugodne (pozimi).
Med heterotermne živali sodijo predvsem mali sesalci, kot so ježi, svizci, polhi, hrčki, netopirji ipd.